# ベリーズのイスラム教
本項目ではベリーズのイスラム教について記述する。

## 概要
総人口の1%に当たる2794人がムスリムである。ベリーズ市に本部があるベリーズイスラム宣教団（IMB）がイスラム共同体を牽引。2013年にはアフマディーヤが設立されている。